# وناتیکوسوکوس
وناتیکوسوکوس (نام علمی: Venaticosuchus) نام یک سرده از تیره پرنده‌سوسماران است.